# Odobenus rosmarus rosmarus
La morsa del Atlántico (Odobenus rosmarus rosmarus) es una subespecie de morsa  natural del Océano Atlántico, como lo dice su nombre común. La morsa del Atlántico acostumbra a vivir en el área noreste de Canadá, en Groenlandia y en el archipiélago de Svalbard.
El peso de los machos es alrededor de 1.200 y 1.500 kg y el peso de las hembras es alrededor de 600 y 700 kg. Las hembras alcanzan la madurez sexual entre los 4 a 10 años y los machos de 6 a 10. Se aparean en el agua y el embarazo puede durar de 15 a 16 meses.